# Titularbistum Pinhel
Pinhel ist ein Titularbistum der römisch-katholischen Kirche.
Es geht zurück auf einen früheren Bischofssitz in der Stadt Pinhel in Portugal. Der Bischofssitz gehörte der Kirchenprovinz Braga an.
| Titularbischöfe von Pinhel |                                            |                                                  |                  |                   |
| Nr.                        | Name                                       | Amt                                              | von              | bis               |
| 1                          | Thomas Kiely Gorman                        | emeritierter Bischof von Dallas-Fort Worth (USA) | 22. August 1969  | 21. Januar 1971   |
| 2                          | Mervyn Alban Alexander                     | Weihbischof in Clifton (Vereinigtes Königreich)  | 8. März 1972     | 20. Dezember 1974 |
| 3                          | Hugo Mark Gerbermann MM                    | Weihbischof in San Antonio (USA)                 | 22. Juli 1975    | 19. Oktober 1996  |
| 4                          | Manuel José Macário do Nascimento Clemente | Weihbischof in Lissabon (Portugal)               | 6. November 1999 | 22. Februar 2007  |
| 5                          | Guillermo Martín Abanto Guzmán             | Weihbischof in Lima (Peru)                       | 30. Januar 2009  | 30. Oktober 2012  |
| 6                          | Jorge Estrada Solórzano                    | Weihbischof in Mexiko-Stadt (Mexiko)             | 28. Mai 2013     | 11. Mai 2019      |
| 7                          | Roberto Ferrari                            | Weihbischof in Tucumán (Argentinien)             | 10. Oktober 2020 |                   |